# Comuna Litohoșcea, Rojîșce
Litohoșcea (în ucraineană Літогоща) este o comună în raionul Rojîșce, regiunea Volînia, Ucraina, formată din satele Ivanivka, Korsîni și Litohoșcea (reședința).

## Demografie
Componența lingvistică a satului Litohoșcea
     Ucraineană (99,34%)
     Alte limbi (0,66%)
Conform recensământului din 2001, majoritatea populației satului Litohoșcea era vorbitoare de ucraineană (99,34%), existând în minoritate și vorbitori de alte limbi.